# Hydrus
Hydrus, la Hidra Macho o la Serpiente Marina es una constelación austral. Es una de las 20 constelaciones creadas por Pieter Dirkszoon Keyser y Frederick de Houtman entre los años de 1595 y 1597, y su primera aparición es en el libro Uranometria de Johann Bayer en 1603.
Su nombre se deriva de la Hidra con género masculino o bien se refiere a una serpiente marina. No debe confundirse con Hydra o la Hidra, la constelación más extensa del cielo nocturno.

## Características destacables

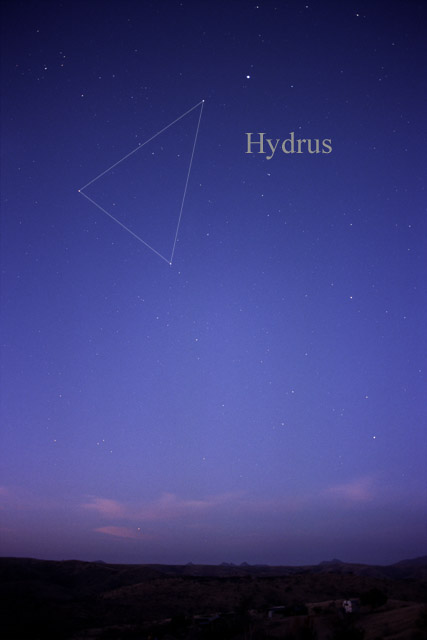
Constelación de Hydrus

Las principales estrellas de Hydrus —α Hydri, β Hydri y γ Hydri— son estrellas de tercera magnitud que forman un triángulo al sur de la brillante Achernar (α Eridani).
La más brillante entre ellas, β Hydri, está situada a 24,3 años luz del sistema solar y es una estrella amarilla más evolucionada y antigua que nuestro Sol. Es una subgigante de tipo espectral G2IV con una temperatura superficial de 5872 K y una luminosidad 3,49 veces mayor que la luminosidad solar. Más antigua que el Sol, su edad se estima en 6400 millones de años.
Por su parte, α Hydri es también una subgigante, aunque de tipo F0IV, distante 71,8 años luz de la Tierra. Con una temperatura de 7320 K, su luminosidad es 26,8 veces mayor que la del Sol.
De características muy diferentes es γ Hydri, una fría gigante roja —la temperatura de su fotosfera es de 3499 K— de tipo M1III. Su radio es 62 veces más grande que el radio solar (0,29 ua), equivalente al 75% del tamaño de la órbita de Mercurio.
θ Hydri es una estrella químicamente peculiar de tipo Bw. Su contenido de elementos ligeros es algo inferior a la del Sol, pero ciertos elementos pesados son mucho más abundantes; por ejemplo, los contenidos en manganeso, estroncio, itrio y circonio son unas 100 veces más altos, y los elementos de tierras raras son unas 1000 veces más abundantes que en el Sol.
Alrededor de η2 Hydri —estrella gigante de tipo G8IIIb— se ha detectado un planeta extrasolar masivo. Se mueve a una distancia media de 1,89 ua respecto a η2 Hydri, si bien la órbita es significativamente excéntrica (ε = 0,40).
Alrededor de HD 10180, análogo solar de tipo G1V, se han descubierto al menos seis planetas, aunque puede haber más. Los seis planetas confirmados tienen una masa mínima entre 12 y 65 veces la de la Tierra, y orbitan a 0,06, 0,13, 0,27, 0,49, 1,42 y 3,4 ua de la estrella. HD 1237 es otra enana amarilla —aunque de tipo G8V— a cuyo alrededor orbita un planeta gigante o una enana marrón. Del mismo tipo espectral es HD 20003, también con dos planetas confirmados.

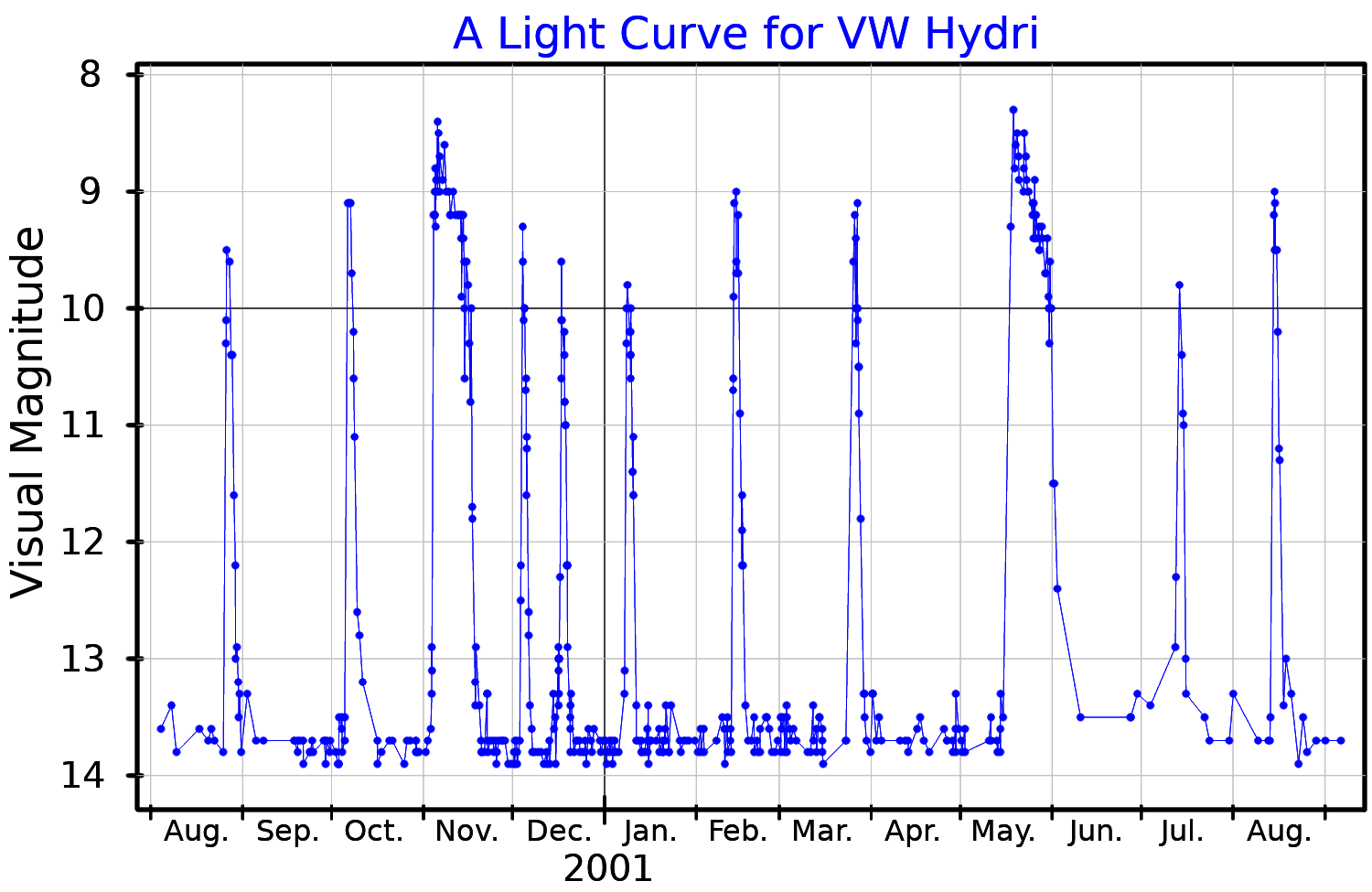
Curva de luz de VW Hydri (datos de AAVSO)

Y Hydri es una binaria eclipsante de tipo espectral A6V; durante el eclipse, que tiene lugar cada 3,5359 días, su brillo disminuye 2,70 magnitudes.
VW Hydri es una de las novas enanas más brillantes del cielo nocturno. Estas variables cataclísmicas son sistemas binarios cercanos compuestos por una enana blanca y una acompañante, que en el caso de VW Hydrae se piensa que es una enana marrón de tipo L0. VW Hydrae pertenece a la subclase de las variables SU Ursae Majoris, las cuales, además de los estallidos normales de las novas enanas, sufren episodios de superestallidos; en VW Hyidri, el tiempo medio entre dos estallidos normales es de 27,3 días, mientras que entre dos superestallidos es de 179 días, durando dichos episodios en torno a 1,4 y 12,6 días respectivamente.
En Hydrus se localiza SMSS J031300.36-670839.3, una de las estrellas más antiguas que se conocen. Es una estrella de población II con una edad de 13 600 millones de años. Su contenido de hierro es inferior a una millonésima parte de la que tiene el Sol.
Esta constelación solo contiene objetos de cielo profundo tenues. No obstante, la Gran Nube de Magallanes, situada principalmente en Dorado, se extiende hasta Hydrus. El cúmulo globular NGC 1466 es un componente periférico de esa galaxia y su edad se estima en 13 100 millones años.
Análogamente, NGC 602 —un cúmulo abierto muy joven y brillante asociado a una nebulosa de emisión— es un integrante periférico en el borde oriental de la Pequeña Nube de Magallanes, situada mayormente en Tucana. Las estrellas masivas del centro de este cúmulo se formaron hace unos 4 millones de años, pero otras estrellas del exterior del cúmulo parecen haber comenzado a formarse hace solo un millón de años.

## Estrellas

### Estrellas principales

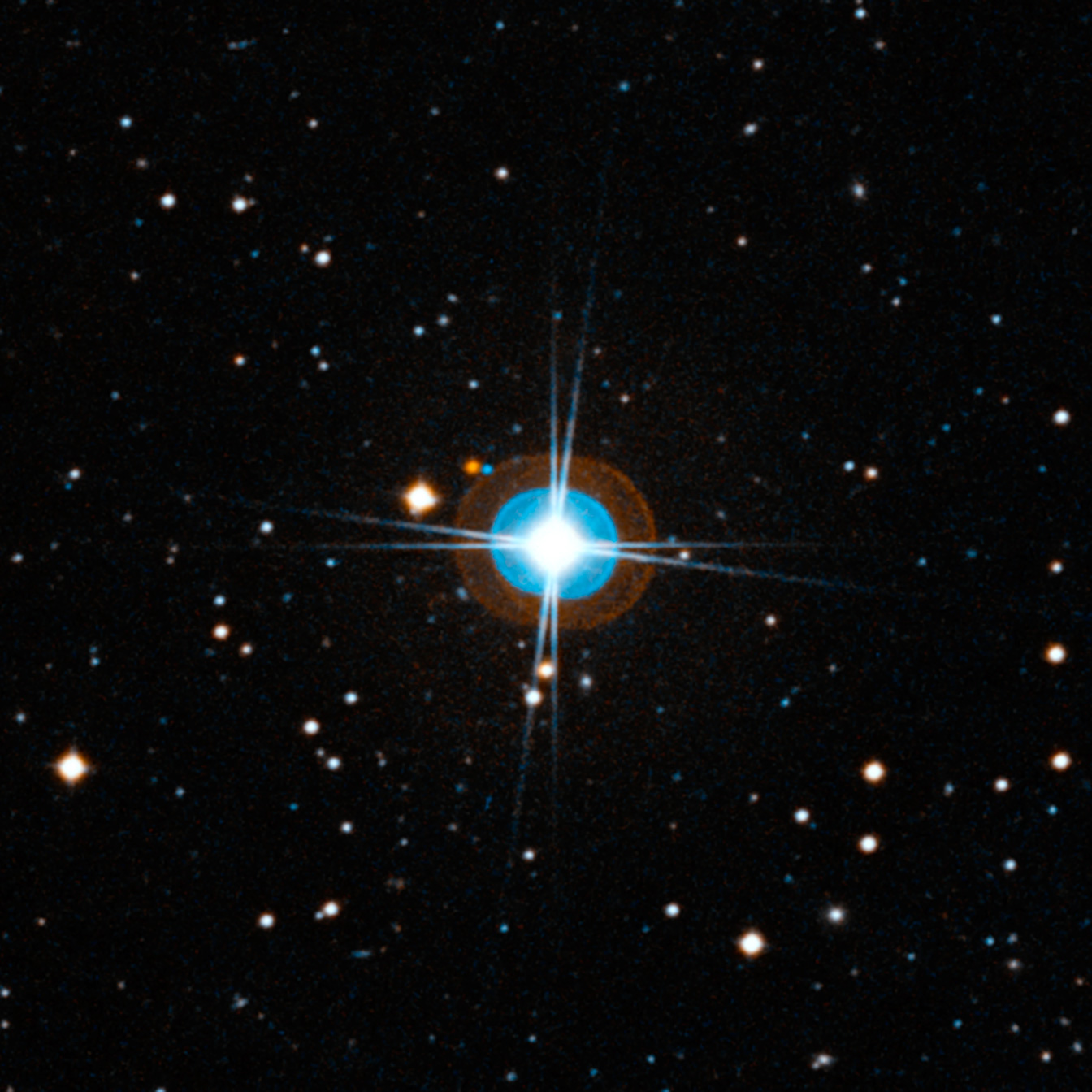
HD 10180, enana amarilla con varios exoplanetas

- α Hydri, estrella blanco-amarilla de la secuencia principal, la segunda más brillante de esta constelación con magnitud 2,90.
- β Hydri, con magnitud 2,80, es una subgigante amarilla cercana, situada a poco más de 24 años luz del sistema solar.
- γ Hydri, gigante roja de magnitud 3,26.
- δ Hydri, estrella blanca de la secuencia principal de magnitud 4,08.
- θ Hydri, una estrella químicamente peculiar del tipo Bw —muestra líneas débiles de helio en su espectro— de magnitud 5,50.
- η Hydri es una denominación de Bayer compartida por dos estrellas distintas; η1 Hydri, de magnitud 6,77, y η2 Hydri, de magnitud 4,69, estrella gigante con un planeta extrasolar masivo.

### Otras estrellas condenominación de Bayer
- ε Hyi 4,12; ζ Hyi 4,83; ι Hyi 5,51; κ Hyi 5,99; λ Hyi 5,09; μ Hyi 5,27; ν Hyi 4,76; π1 Hyi 5,57; π2 Hyi 5,67; σ Hyi 6,15; τ1 Hyi 6,33; τ2 Hyi 6,05

### Otras estrellas

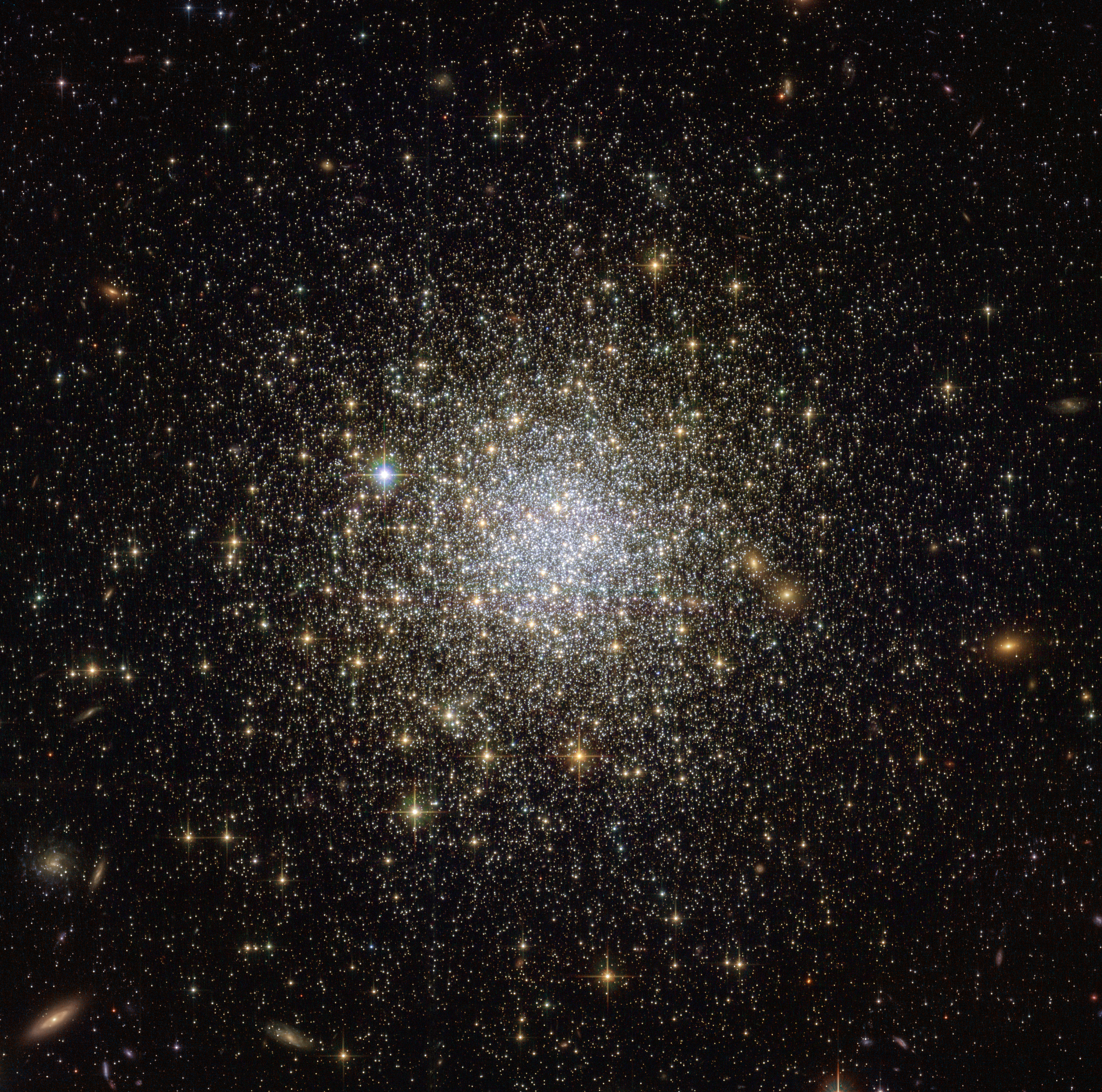
Imagen del telescopio espacial Hubble del cúmulo NGC 1466

- HD 10180, análogo solar con seis planetas confirmados.
- Gliese 127.1, enana blanca distante 33,1 años luz.
- Gliese 3021 (HD 1237), enana amarilla con un planeta extrasolar.
- HD 13551, estrella peculiar considerada hoy una estrella CH.

## Objetos de cielo profundo
- NGC 602, brillante cúmulo abierto en la Pequeña Nube de Magallanes.
- NGC 1466, cúmulo globular probablemente asociado con la Gran Nube de Magallanes.
- NGC 1511, galaxia espiral peculiar acompañada por otras dos galaxias.

## Historia
Dado que fue creada en el siglo XVII y debido a su posición austral no fue visible para las culturas antiguas, por lo que no tiene mitología relacionada.